# Wherever I May Roam
«Wherever I May Roam» és el onzè senzill de la banda estatunidenca Metallica, el quart extret de l'àlbum d'estudi, Metallica, i el van llançar el 19 d'octubre de 1992.
Metallica acostuma interpretar la cançó molt sovint en els concerts, i també ho van fer amb la San Francisco Symphony Orchestra, dirigida per Michael Kamen, per incloure la cançó en l'àlbum S&M. El videoclip del senzill mostrava imatges de Metallica durant la gira Wherever We May Roam Tour, tan dalt de l'escenari com entre bastidors.

## Llista de cançons
| 1. | «Wherever I May Roam»     | 6:42 |
| 2. | «Fade to Black» (directe) | 7:43 |

| 1. | «Wherever I May Roam»           | 6:42 |
| 2. | «Fade to Black» (directe)       | 7:43 |
| 3. | «Wherever I May Roam» (directe) | 5:35 |

| 1. | «Wherever I May Roam»                          | 6:42  |
| 2. | «Last Caress»/«Am I Evil?»/«Battery» (directe) | 11:59 |

| 1. | «Wherever I May Roam»                          | 6:42  |
| 2. | «Fade to Black» (directe)                      | 7:43  |
| 3. | «Last Caress»/«Am I Evil?»/«Battery» (directe) | 11:59 |